# Jaswant Singh II
Jaswant Singh II (Ahmadnagar, 1838 – Jodhpur, 11 ottobre 1895) fu maharaja di Jodhpur dal 1873 al 1895.

## Biografia

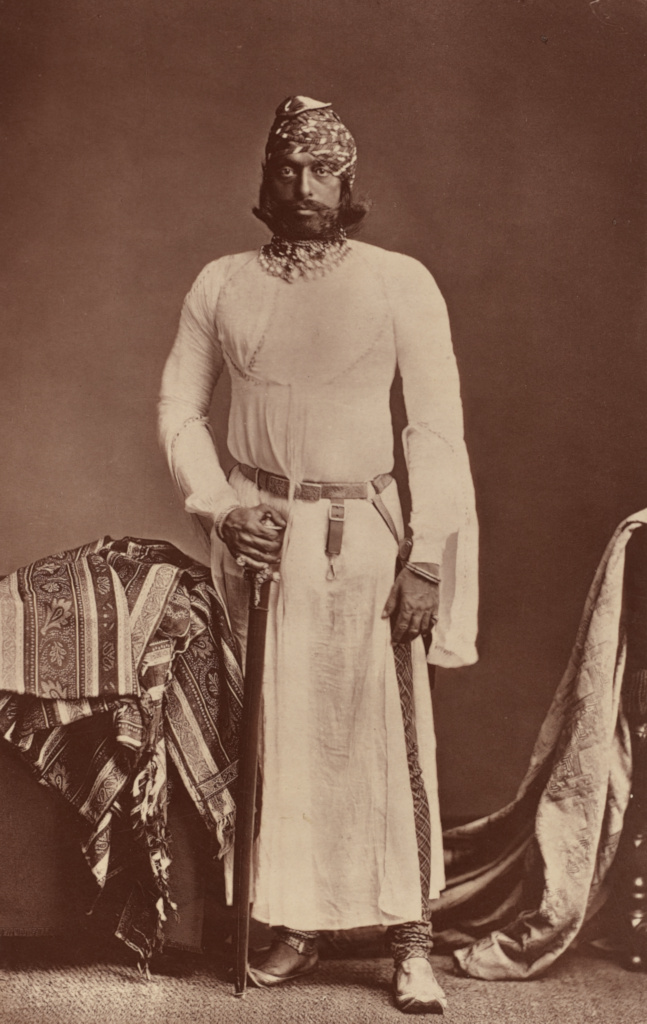
Il maharaja Jaswant Singh II di Jodhpur in una fotografia d'epoca

Jaswant Singh II nacque nel 1838 ad Ahmadnagar, nel Gujarat, figlio primogenito del maharaja Takht Singh di Johdapur.
Ascese al trono di Jodhpur nel 1873 alla morte di suo padre.
Il regno di Jaswant Singh II fu caratterizzato da notevole prosperità e da un gran numero di riforme. Istituì i primi tribunali, introducendo una sistematica riorganizzazione in tutti i dipartimenti dello stato. Successivamente sviluppò una serie di infrastrutture come il telegrafo, la ferrovia (Jodhpur State Railway) e la costruzione di strade. Costituì un corpo di cavalleria che venne impiegato dai suoi successori anche in Europa, in sostegno del governo inglese. Nel 1875 la sua fedeltà venne compensata con la nomina a Cavaliere Gran Commendatore dell'Ordine della stella d'India.
Jawant Singh ospitò alla propria corte il filosofo e idealista politico Swami Dayananda e rimase influenzato dalle sue idee. Successe però che il 29 settembre 1883 il saggio indiano venisse avvelenato,  mentre era ospite di Jaswant Singh II, dal cuoco personale di Dayananda, su mandato di  una ballerina di corte. Il maharaja provvide immediatamente un medico 
per l'assistenza e fece trasportare Swamiji alla sua residenza sul Monte Abu, ma purtroppo poco dopo morì.

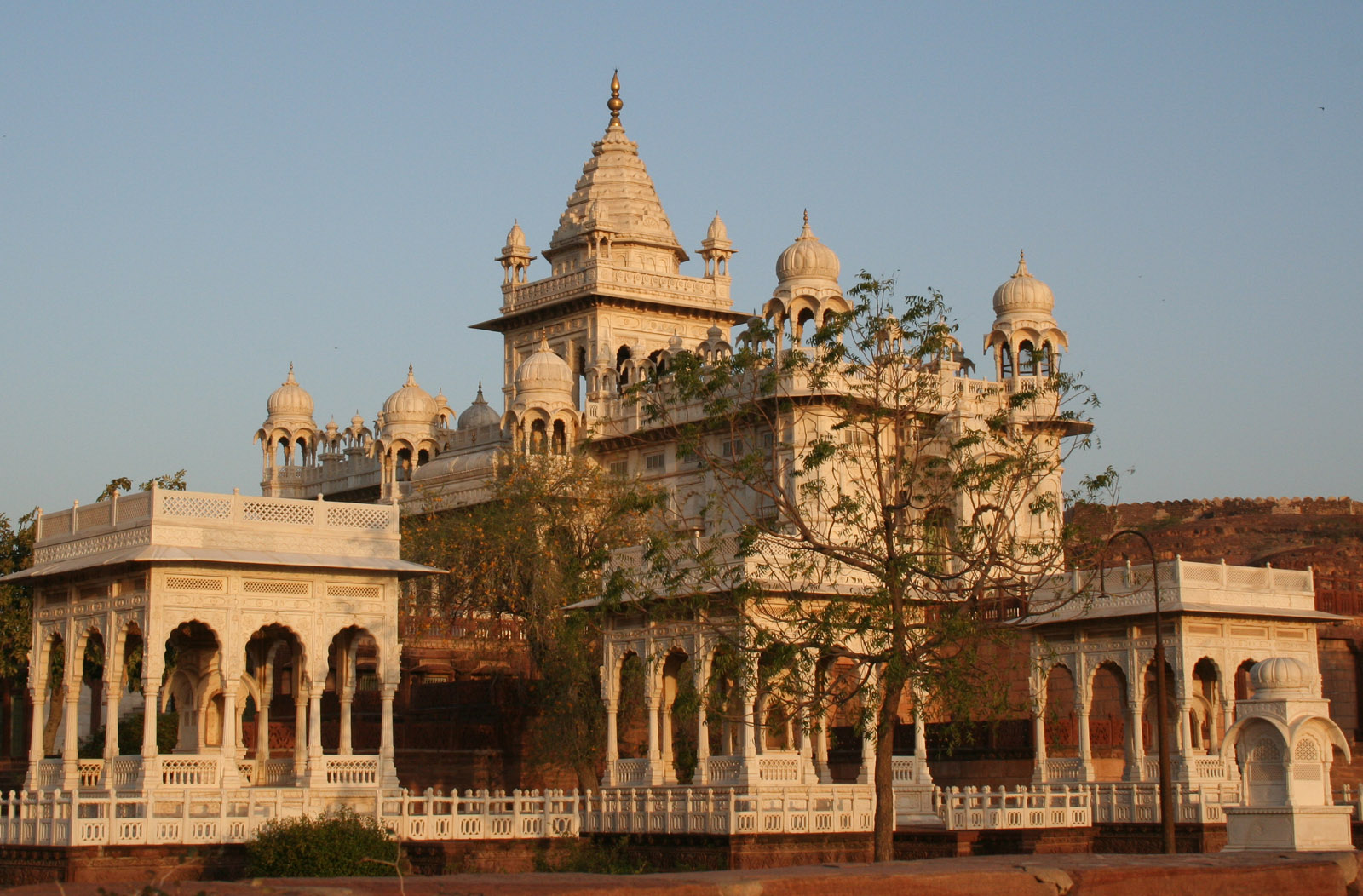
Il mausoleo di Jaswant Thada a Jodhpur, India

Jaswant Singh II morì l'11 ottobre 1895 e gli succedette uno dei suoi figli, Sardar Singh. In suo onore il suo successore eresse il Jaswant Thada, un mausoleo posto Jodhpur e dedicato appunto alla memoria del maharaja, realizzato interamente in marmo bianco.

## Matrimoni e figli
Ebbe in tutto otto mogli, delle quali la principale era la figlia di Jam Sahib di Nawanagar, Puariji.